# Catalepsie
Catalepsia este o boală foarte rară, un tip de epilepsie. Aceasta se manifestă prin atacuri, prin ințepenirea bruscă a mușchilor, și încetarea unor funcții cerebrale. De obicei, persoanele bolnave de această boală au pe cineva apropiat care are grijă de ei în timpul atacurilor. Aceste atacuri de catalepsie survin în cazului stresului foarte mare, tristeții, și a altor sentimente foarte intense. Când persoana bolnavă suferă un atac de catalepsie, pare a fi mort, dar acesta poate auzi, el fiind parțial conștient.

## Semne și simptome
Simptomele catalepsiei includ: corp rigid, membre rigide, membrele rămân în aceeași poziție când sunt mișcate, pierderea controlului muscular. Subiectul prezintă mutism și este incapabil de acțiuni precis orientate și bine coordonate. Catalepsia este un simptom al isteriei și al unor focare de demență.